# Dedekindsche Psi-Funktion
Die Dedekindsche ψ-Funktion ist eine von mehreren nach Richard Dedekind benannten zahlentheoretischen Funktionen. Es handelt sich um eine multiplikative Funktion, sie ist durch
{\displaystyle \forall \ n\in \mathbb {Z} ^{+}\colon \psi (n)=n\cdot \prod _{p|n \atop p\in \mathbb {P} }\left(1+{\frac {1}{p}}\right)}
definiert. Das Produkt erstreckt sich über alle Primteiler von {\displaystyle n.}

## Werte
Nach Definition des leeren Produkts ist
{\displaystyle \psi (1)=1.}
Für die nächsten beiden natürlichen Zahlen ergibt sich:
{\displaystyle \psi (2)=2\left(1+{\frac {1}{2}}\right)=3}
{\displaystyle \psi (3)=3\left(1+{\frac {1}{3}}\right)=4}
Die Folge der Funktionswerte geht weiter mit 6, 6, 12, 8, 12, 12, 18, 12, 24, ….

## Eigenschaften
- Die {\displaystyle \psi }-Funktion nimmt nur positive natürliche Zahlen als Werte an. Für alle hinreichend großen {\displaystyle n} ist {\displaystyle \psi (n)} größer als {\displaystyle n} und gerade:

{\displaystyle \psi (n)>n\qquad \qquad \qquad \mathrm {f{\ddot {u}}r\;alle} \,n>1}
{\displaystyle \psi (n)\equiv 0\mod 2\;\qquad \mathrm {f{\ddot {u}}r\;alle} \,n>2}
- Für Primzahlen {\displaystyle p} gilt:

{\displaystyle \psi (p)=p+1=\varphi (p)+2}
Dabei ist {\displaystyle \varphi } die Eulersche Phi-Funktion, die für jede positive natürliche Zahl {\displaystyle n} die Anzahl {\displaystyle \varphi (n)} der zu {\displaystyle n} teilerfremden natürlichen Zahlen angibt, die nicht größer als {\displaystyle n} sind.
- Die {\displaystyle \psi }-Funktion kann auch durch

{\displaystyle \psi (p^{k})=(p+1)\cdot p^{k-1}}
für Potenzen von Primzahlen {\displaystyle p} mit positiven natürlichen Hochzahlen {\displaystyle k} und der Festlegung, dass {\displaystyle \psi } multiplikativ ist, charakterisiert werden. Der Wert {\displaystyle \psi (n)} für ein beliebiges {\displaystyle n} ergibt sich dann aus der Primfaktorzerlegung von {\displaystyle n.}
- Mit der Riemannschen Zeta-Funktion {\displaystyle \zeta } gilt:

{\displaystyle \sum _{n}{\frac {\psi (n)}{n^{s}}}={\frac {\zeta (s)\zeta (s-1)}{\zeta (2s)}}}